# Théodore Roustan
Pour les articles homonymes, voir Roustan.
Théodore Roustan, de son nom complet Justin Théodore Dominique Roustan, né le 8 août 1833 à Nîmes et mort le 8 août 1906 à Paris, est un diplomate et fonctionnaire de l'administration coloniale française.

## Débuts dans la carrière diplomatique
Né en 1833 à Nîmes, dans un milieu universitaire, Théodore Roustan prépare une licence en droit à Aix-en-Provence, puis choisit la carrière diplomatique. Élève consul dès 1860, il est nommé successivement à Beyrouth puis Smyrne, avant d'être muté en mars 1865 au Caire, où on le charge de la gestion du consulat avant de le titulariser en août de la même année. Il revient alors à Paris comme attaché à la direction des consulats en décembre 1866 puis est nommé consul à Alexandrie en juin 1867 et à Damas en mars 1868. Commissaire en Palestine en août 1870, au moment des conflits interreligieux, il revient comme consul d'Alexandrie en juin 1872 après une mise en disponibilité durant les événements de septembre 1870. Consul général à Beyrouth en décembre 1872, il est promu au grade de consul général et chargé d'affaires à Tunis le 17 décembre 1874,.

## Poste en Tunisie

### Contexte
La régence de Tunis qu'il découvre est en pleine époque de réformes depuis la nomination au poste de grand vizir de Kheireddine Pacha le 22 octobre 1873. Mais la tâche qui attend Roustan est énorme : les Anglais ont profité de l'affaiblissement de la France à la suite de la défaite lors de la guerre franco-prussienne de 1870 pour obtenir de nombreuses concessions auprès du monarque régnant, Sadok Bey. Dès le 23 août 1871, ils obtiennent l'autorisation de construire une ligne de chemin de fer entre Tunis et Le Bardo, le futur TGM. Le contrat accorde même l'autorisation d'exploiter pendant 99 ans les terrains traversés par la ligne, inaugurée le 2 août 1872. C'est l'occasion pour le consul britannique, Richard Wood, de pousser son avantage en obtenant une extension de la ligne de La Goulette jusqu'à La Marsa ainsi que les concessions des lignes Tunis - Hammam Lif, Tunis - Béja et Tunis - Le Kef. Ce ne sont pas les seuls marchés remportés par les compagnies britanniques : la distribution du gaz de ville est également concédée à la « Foreign and Colonial Gas Company » pour une durée de cinquante ans. Une banque anglaise, « The London Bank of Tunis », est autorisée le 19 mai 1873 à émettre des billets de banque malgré les protestations de tous les consuls étrangers.
Toutes ces concessions avaient été obtenues grâce à la bienveillance de l'ancien grand vizir, Mustapha Khaznadar. Sa chute laisse espérer au gouvernement français un retournement en faveur des intérêts français mais le consul de France à Tunis, Robert de Billing (1839-1892), entre en conflit avec Kheireddine au point d'envisager son meurtre. Devant tant d'incompétence, il est rappelé d'urgence à Paris et remplacé par Roustan qui a la difficile tâche de faire oublier toute cette série d'échecs.

### Lutte pour l'influence économique
Le grand vizir trouve auprès du nouveau consul le soutien dont il a besoin pour mener à bien ses réformes. La commission financière internationale qui gère les rentrées fiscales de la régence est dirigée par un inspecteur des finances français, Victor Villet puis Édouard Le Blant. Ils apprécient la volonté d'assainissement des finances du gouvernement tunisien et lui apportent tout leur concours avec le soutien de Roustan qui parvient ainsi à réduire l'influence du consul britannique.
La perte des soutiens de Wood est ressentie jusque dans les résultats économiques des sociétés anglaises bénéficiaires des concessions au début de la décennie. La compagnie de gaz est en faillite en 1875. La banque anglaise ferme ses guichets dès juillet 1876. Le TGM est au bord de la faillite au point que ses propriétaires cherchent à se débarrasser d'une ligne « sans trafic, sans voyageurs ni marchandises ». On ne songe même plus à la construction du chemin de fer vers Béja ou Le Kef.
Roustan pousse tout de suite son avantage en persuadant Kheireddine de transférer à une compagnie française la concession de la ligne de Béja. C'est chose faite le 7 mai 1877 après que le gouvernement français ait accordé sa garantie à la Compagnie des chemins de fer Bône-Guelma chargée des travaux et créée spécialement pour l'occasion. Le consul français est conscient que cette concession est le premier pas vers un futur chemin de fer qui relierait la Tunisie à l'Algérie sous domination française. Mais Kheireddine n'est pas dupe : la concession s'arrête à quarante kilomètres de la frontière algérienne et il refuse énergiquement toutes les demandes françaises pour une extension vers leur colonie voisine.
La volonté de Kheireddine de favoriser un rapprochement entre la Tunisie et l'Empire ottoman persuade Roustan que le grand vizir est un obstacle à la prédominance française qu'il tente d'imposer dans le pays. Il cesse donc de le soutenir contre ses nombreux ennemis, ce qui hâte sa disgrâce et son renvoi le 22 juillet 1877.
Le nouveau grand vizir, Mustapha Ben Ismaïl, faible de caractère, devient vite une marionnette entre les mains du consul de France. Le raccordement du chemin de fer sur les lignes algériennes est autorisé dès le 28 janvier 1878. On envisage une déclaration d'indépendance vis-à-vis de Constantinople. Les consuls anglais et italiens constatent avec amertume leur effacement total. Même Kheireddine témoigne que « le consul de France devient tout puissant en Tunisie […] et voit ainsi ses vœux se réaliser au-delà de ses espérances ».

### Préparation du protectorat

#### Congrès de Berlin
Le Congrès de Berlin qui se tient du 13 juin au 13 juillet 1878 change complètement la mission de Roustan. Après s'être toujours opposé aux ambitions des Français, le Royaume-Uni accepte maintenant leur mainmise sur la Tunisie. Dès son retour de la conférence, le ministre français des Affaires étrangères, William Waddington, demande au consul de préparer un projet de protectorat « amical » qui serait présenté au bey de Tunis. Il s'exécute mais fait part de ses doutes sur l'acceptation par Sadok Bey et prévient que seule une manifestation militaire pourrait le forcer à signer. Waddington finit par abandonner son projet, conscient que les Français ne pensent qu'à une revanche sur l'Allemagne et non à une conquête lointaine qui, de plus, fâcherait le pays avec l'Italie animée d'ambitions voisines. Mais cet épisode convainc Roustan qu'il a l'occasion de rentrer dans l'histoire en créant les conditions favorables pour une future occupation de la régence. À partir de cette date, il s'attache à grossir toutes les affaires où des Français sont impliqués afin de convaincre l'opinion française que de telles atteintes à l'honneur du pays méritent réparation.

#### Affaire de Sidi Thabet
Ferdinand Veillet-Devaux, soi-disant comte de Sancy, avait obtenu en 1866 une concession de 1 200 hectares à Sidi Thabet pour y construire un haras. En 1873, victime de difficultés financières, il accuse le gouvernement tunisien d'en être responsable et réclame une énorme indemnité. Devant le refus du consul de France alors en poste à Tunis, le vicomte Charles Vallat, de soutenir ses prétentions abusives, il fait appel à son beau-frère, le général du Barail, alors ministre de la Guerre. Kheireddine cède devant de telles pressions et signe avec De Sancy, le 9 juillet 1877, une nouvelle concession lui accordant 3 000 hectares à charge pour lui d'y construire un haras avant un an. Mais, faute de capitaux, il s'avère incapable de remplir cette dernière condition, ce qui justifie que le gouvernement tunisien reprenne possession de la propriété.
Le 10 décembre 1878, une commission emmenée par le général Baccouche, directeur des Affaires étrangères, et dans laquelle se trouvent le président de la municipalité de Tunis, Mohamed Larbi Zarrouk, l'inspecteur des Finances, Eugène Queillé, le vice-président de la commission financière et le secrétaire de la commission, David Santillana, se présente au domaine pour la saisie. Ils y trouvent un janissaire du consulat de France qui leur interdit de pénétrer sur cette « terre française ». Roustan crie aussitôt à la violation de domicile. Un ultimatum est envoyé au bey, exigeant des excuses et le renvoi de tous les fonctionnaires tunisiens impliqués. Queillé est rappelé à Paris, Santillana démissionne et quitte le pays.
Face à des demandes qu'on sait inacceptables, le gouvernement français se prépare à la rupture des relations diplomatiques qui justifierait une intervention militaire et l'instauration du protectorat. Mais, à la déception générale, Sadok Bey cède. Le 10 janvier 1879, le grand vizir se déplace en grand uniforme au consulat de France pour présenter les excuses du gouvernement tunisien. Une commission franco-tunisienne est instituée pour examiner avec bienveillance les revendications de De Sancy. Seul vainqueur de ce bras de fer, ce dernier s'empresse de vendre son domaine en mai 1880 à la Société marseillaise de crédit.

#### Affrontement avec l'Italie

##### Arrivée d'un nouveau consul
Devant l'obstination de Sadok Bey à défendre l'indépendance de la régence, Roustan convainc Mustapha Ben Ismaïl d'utiliser les faiblesses du monarque à son égard pour l'amener à signer le traité de protectorat. Mais c'est un échec comme il en témoigne à Félix Desprez : 
« Mustapha se rappelle les colères du bey qui est resté l'an dernier trois jours sans lui parler parce qu'il avait conseillé à Son Altesse de signer le traité. Il paraît que trois jours, étant donné l'intimité du bey et de son ministre, c'est quelque chose d'énorme. »
Faute d'être arrivé à ses fins avec le monarque tunisien, Roustan enregistre une petite satisfaction d'amour propre quand il obtient enfin, le 31 mars 1879, le rappel au Royaume-Uni du consul anglais, Richard Wood, qui n'a jamais cessé de s'opposer à ses manœuvres. Son successeur, Thomas Reade, sera beaucoup plus conciliant vis-à-vis des ambitions françaises.
Son principal adversaire écarté, le consul de France doit maintenant subir les attaques du nouveau consul d'Italie à Tunis, Licurgo Maccio, en poste dès le 20 décembre 1878. Bien décidé à faire barrage aux prétentions françaises, ce dernier conteste systématiquement toutes les demandes de concessions en faveur des Français en faisant des contre-propositions en faveur d'entreprises italiennes. Il réunit bientôt autour de lui tous les opposants au consul de France mais celui-ci conserve toutefois l'avantage grâce à tous les espions qu'il entretient dans l'entourage du bey. La vente du TGM oblige les deux adversaires à s'opposer frontalement.

##### Affaire du TGM
Depuis quatre ans, les dirigeants de la Tunisian Railway Company, propriétaires de la ligne, tentent de se débarrasser de cette entreprise largement déficitaire. Ils sont sur le point d'y parvenir quand ils signent, le 22 mars 1880, un contrat préliminaire avec la compagnie Rubattino pour la somme de 2 250 000 francs. Aussitôt mis au courant, Roustan informe les dirigeants de la compagnie Bône-Guelma qui surenchérissent et emportent le marché pour la somme de 2 625 000 francs, soit plus du double de la valeur réelle de « cette vieille ferraille ». Mais le contrat est cassé par la Haute Cour de justice de Londres. Une vente aux enchères est alors organisée, remportée par les Italiens pour la somme de 4 137 500 francs pour une ligne qui n'en valait que 1 000 000 quatre ans auparavant.
Cette défaite française inquiète le gouvernement français qui voit d'un mauvais œil la concurrence des Italiens dans ce qui est considéré comme une chasse gardée française. On incite alors Roustan à accélérer la pénétration économique des entreprises françaises en demandant la concession d'un port à Radès et d'une ligne de chemin de fer le reliant à Tunis. Devant les hésitations du bey, trois navires de guerre sont dépêchés dans les eaux tunisiennes et un corps de 3 000 hommes est rassemblé à la frontière algérienne. Sadok Bey cède et la compagnie Bône-Guelma obtient le monopole de la construction des chemins de fer et la concession pour la construction d'un port à Tunis même est accordée. Roustan peut triompher ; l'échec du TGM a perdu toute son importance et plus rien ne s'oppose à la mainmise économique de la France sur la régence. Toutefois, l'affaire de l'Enfida rappelle aux Français que tout peut être rapidement remis en cause.

#### Affaire de l'Enfida
Le domaine de l'Enfida, d'une superficie de 100 000 hectares, avait été offert par Sadok Bey à Kheireddine en remerciement pour son travail. Lorsque celui-ci quitte la Tunisie, aucun acheteur tunisien n'étant intéressé, il vend la propriété à la Société marseillaise de crédit qui avait déjà acquis le domaine de Sidi Thabet. Mais cette vente n'est pas du goût du monarque qui considère qu'il n'avait pas offert ce domaine pour qu'il finisse entre des mains étrangères. Son grand vizir partage son opinion car il compte bien récupérer le terrain pour lui sans bourse délier. Sa déception l'amène à s'éloigner de Roustan qu'il avait toujours soutenu dans ses entreprises. Toutes les nouvelles demandes de concession sont maintenant refusées et les anciennes remises en cause. Il est clair que Mustapha Ben Ismaïl a maintenant rejoint le camp italien. Après l'avoir écartée pendant des années, l'option militaire est à nouveau envisagée par certains ministres français.

#### Préparation de l'invasion
L'invasion de la régence par des troupes françaises venues d'Algérie avait toujours été envisagée par Roustan. À cette fin, il soudoie le consul de Tunis à Bône, Joseph Allegro, qui le renseigne sur tout ce qui se passe dans la région frontalière au point de se vanter de pouvoir annexer cette partie du pays dès qu'on le lui demande. Tout un réseau d'espionnage est également mis en place par l'agent consulaire au Kef, Bernard Roy.
Les incidents de frontière sont nombreux causés par des tribus pillardes. Des conférences sont alors organisées à la frontière entre représentants tunisiens et français d'Algérie pour convenir des réparations, comme en 1875 et 1880. Les militaires français apprécient d'ailleurs l'attitude constructive des autorités tunisiennes dans ces discussions. Roustan a un point de vue opposé sur la question. Dès la fin de la conférence de Sidi El Hamici, en mars 1880, il se plaint que ces discussions aboutissent à des compensations financières sans que les auteurs soient punis. De plus, il considère que les incendies de forêts devraient également être rajoutés dans les demandes d'indemnisation. Le gouvernement français finit par se rallier à son point de vue et de nouvelles demandes d'indemnisations sont faites en février 1881, moins d'un an après la dernière conférence. Elles servent à justifier auprès des députés français la nécessité de l'intervention en Tunisie pour protéger la colonie algérienne.

### Instauration du protectorat

#### Conquête militaire
L'entrée des troupes françaises en Tunisie le 24 avril 1881 est la consécration du travail accompli par Roustan depuis des années. Les renseignements recueillis par Allegro et Roy facilitent la conquête militaire. Quant au traité du Bardo, il reprend la plupart des points qu'il avait rédigés dans son premier projet de 1878. Il est donc l'un des quatre signataires. Ses efforts sont récompensés par sa nomination en tant que ministre plénipotentiaire de première classe et ministre résident à Tunis en vertu de l'article 5 du traité.
Même le soulèvement de nombreuses tribus tunisiennes entre juillet et décembre 1881 ne remettent pas en cause sa position. Ses liens avec Sadok Bey sont au contraire très appréciés puisqu'il réussit à convaincre le monarque d'accéder aux demandes françaises de faire participer l'armée tunisienne à la répression de l'insurrection. Sa chute n'en est que plus inattendue.

#### Procès deL'Intransigeant
Dès le début de la campagne, le journal L'Intransigeant et son directeur Henri Rochefort lancent une campagne hostile aux opérations, écrivant ainsi le 25 avril 1881 : « À quel idiot le ministère fera-t-il accroire que nous allons dépenser des millions et immobiliser en Tunisie des quarantaines de mille hommes dans l'unique but de châtier trois Kroumirs qui, de temps à autre, venaient voler à nos colons une vache de 90 francs ? ». En septembre, le journal tente de démontrer que le but de la conquête est purement financier, au profit des spéculateurs sur la dette tunisienne. Le gouvernement incite alors Théodore Roustan à porter plainte contre Rochefort pour diffamation. Le 15 décembre, ce dernier est acquitté par le jury de la Seine. Déconsidéré par ce verdict qui sonne comme une condamnation, Roustan comprend que ses jours à Tunis sont comptés. Le gouvernement français est également conscient qu'il faut un homme neuf pour mettre en place l'administration du protectorat sans que de vieilles rancœurs personnelles puissent bloquer le travail à accomplir.

## Après la Tunisie
Le 18 février 1882, Roustan quitte Tunis pour Washington, où il est nommé ambassadeur. Durant sa mission, il dirige les travaux de la commission d'arbitrage entre la Colombie et le Costa Rica. Le 5 août 1891, il est nommé ambassadeur à Madrid.
Il prend sa retraite le 19 avril 1894, et décède à Paris le 8 août 1906 avant d'être inhumé dans le caveau familial à Ceyreste.

## Distinctions
Théodore Roustan est promu officier de la Légion d'honneur le 11 novembre 1875, élevé au grade de commandeur le 31 juillet 1879 avant de devenir finalement grand officier de la Légion d'honneur le 12 mai 1894.

## Vie privée
Il épouse Eugénie Roussi en 1867 mais celle-ci décède trois ans plus tard, le 5 juin 1870, à l'âge de 31 ans. Il ne se remarie jamais. En 1880, sa liaison avec la femme du sous-directeur des Affaires étrangères du gouvernement tunisien, Élias Mussalli, sera abondamment commentée sur fond d'accusations de prévarication.